# Paul van Egmond
Paul van Egmond (Haarlem, 28 februari 1943) is een voormalig Nederlands voetballer die tijdens zijn loopbaan voornamelijk voor Telstar uitkwam.
Van Egmond speelde aanvankelijk voor RCH. In 1963 tekende hij een contract bij VSV, dat kort daarop met Stormvogels fuseerde tot Telstar. In 1964 promoveerde hij met deze club naar de Eredivisie. Van Egmond speelde elf seizoenen voor Telstar. De laatste jaren was hij aanvoerder. Hij werd geselecteerd voor het Nederlands militair elftal, Jong Oranje en het Nederlands B-voetbalelftal.
Van Egmond is een zoon van de Olympische wielerkampioen Jacques van Egmond. Zijn zwager Gerard Peters was eveneens wielrenner. Nadat zijn ouders in 1968 en 1969 kort na elkaar overleden, brak Van Egmond zijn studie economie af en nam hij het café van zijn vader over.
In 2025 staat de inmiddels 82-jarige Van Egmond nog steeds vier dagen per week achter de bar. Dat is het jaar dat Telstar via de nacompetitie promoveerde naar de Eredivisie. Van Egmond kijkt van achter de bar samen met documentaire maker Maurice Blaauw voor Haarlem105 nog een keer in zijn oude fotoboeken. Hij was de eerste speler die 250 wedstrijden speelde voor Telstar en bleef daar zijn hele carrière. De stamgasten die tijdens de opname in de kroeg zitten zijn lovend over hem. 

## Carrièrestatistieken
| Seizoen         | Club            | Land            | Competitie       | Competitie | Competitie | Beker | Beker | Internationaal | Internationaal | Overig | Overig | Totaal | Totaal |
| Seizoen         | Club            | Land            | Competitie       | Wed.       | Dlp.       | Wed.  | Dlp.  | Wed.           | Dlp.           | Wed.   | Dlp.   | Wed.   | Dlp.   |
| --------------- | --------------- | --------------- | ---------------- | ---------- | ---------- | ----- | ----- | -------------- | -------------- | ------ | ------ | ------ | ------ |
| 1961/62         | RCH             | Nederland       | Tweede divisie   | –          | 2          | –     | 0     | 0              | 0              | 0      | 0      | –      | 2      |
| 1962/63         | RCH             | Nederland       | Tweede divisie B | –          | 0          | –     | 0     | 0              | 0              | 0      | 0      | –      | 0      |
| 1963/64         | Telstar         | Nederland       | Eerste divisie   | –          | 1          | –     | 0     | 0              | 0              | 0      | 0      | –      | 1      |
| 1964/65         | Telstar         | Nederland       | Eredivisie       | –          | 2          | –     | 0     | 0              | 0              | 0      | 0      | –      | 2      |
| 1965/66         | Telstar         | Nederland       | Eredivisie       | –          | 0          | –     | 0     | 0              | 0              | 0      | 0      | –      | 0      |
| 1966/67         | Telstar         | Nederland       | Eredivisie       | –          | 2          | –     | 0     | 0              | 0              | 0      | 0      | –      | 2      |
| 1967/68         | Telstar         | Nederland       | Eredivisie       | –          | 4          | –     | 0     | 0              | 0              | 0      | 0      | –      | 4      |
| 1968/69         | Telstar         | Nederland       | Eredivisie       | –          | 3          | –     | 0     | 0              | 0              | 0      | 0      | –      | 3      |
| 1969/70         | Telstar         | Nederland       | Eredivisie       | –          | 1          | –     | 0     | 0              | 0              | 0      | 0      | –      | 1      |
| 1970/71         | Telstar         | Nederland       | Eredivisie       | –          | 3          | –     | 0     | 0              | 0              | 0      | 0      | –      | 3      |
| 1971/72         | Telstar         | Nederland       | Eredivisie       | –          | 3          | 1     | 0     | 0              | 0              | 0      | 0      | –      | 3      |
| 1972/73         | Telstar         | Nederland       | Eredivisie       | –          | 1          | –     | 0     | 0              | 0              | 0      | 0      | –      | 1      |
| 1973/74         | Telstar         | Nederland       | Eredivisie       | –          | 0          | –     | 0     | 0              | 0              | 0      | 0      | –      | 0      |
| Carrière totaal | Carrière totaal | Carrière totaal | Carrière totaal  | –          | 22         | –     | 0     | 0              | 0              | 0      | 0      | –      | 22     |